# Oleh Tschuschda (Radsportler, 1985)

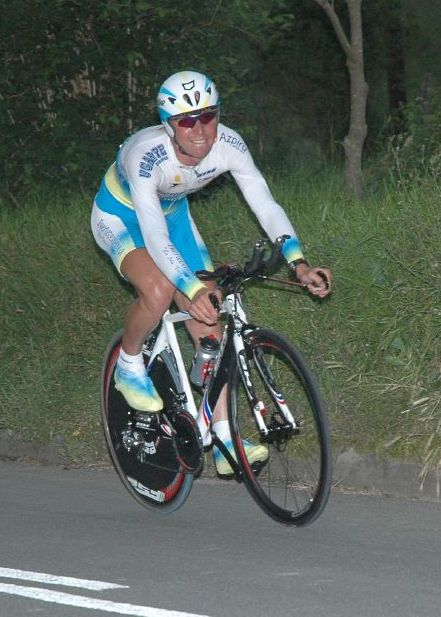
Oleh Tschuschda 2007

Oleh Tschuschda (* 8. Mai 1985 in Canet d’en Berenguer) ist ein ukrainischer Radrennfahrer.
Tschuschda ist der Sohn des erfolgreichen Radrennfahrers Oleh Petrowitsch Tschuschda.
Tschuschda erhielt 2005 seinen ersten Vertrag bei einem internationalen Radsportteam, dem spanischen Professional Continental Team Comunidad Valenciana. Im Jahr 2008 wechselte er zur Mannschaft Contentpolis-Murcia. In seinem ersten Jahr dort konnte er die Gesamtwertung der Vuelta Ciclista a la Comunidad de Madrid für sich entscheiden. In den Jahren 2009 und 2010 gewann er jeweils eine Etappe bei der Volta a Portugal und darüber hinaus die Bergwertung der Vuelta a Madrid 2010.

## Erfolge
2008
- Gesamtwertung Vuelta Ciclista a la Comunidad de Madrid

2009
- eine Etappe Volta a Portugal

2010
- Bergwertung Vuelta a Madrid
- eine Etappe Volta a Portugal

## Teams
- 2006 Comunidad Valenciana
- 2007 Fuerteventura-Canarias
- 2008–2009 Contentpolis
- 2010–2011 Caja Rural
- 2012 Accent Jobs-Willems Veranda’s (bis 11.06.)